# 松屋フーズ
株式会社松屋フーズ（まつやフーズ、英称：Matsuya Foods Company, Limited）は、牛めし（牛丼）・カレー・定食などを販売する「松屋」などの飲食店をチェーン展開する企業。2018年（平成30年）から持株会社制へ移行した。本項では持株会社である株式会社松屋フーズホールディングスについても述べる。
また本項では主に、松屋フーズの主要業態である牛めしチェーン「松屋」について記述する。

## 概要
創業者の瓦葺利夫が、1966年（昭和41年）に東京都練馬区羽沢の住宅街に「中華飯店 松屋」を開業したのが始まりである。なお、この店は1969年（昭和44年）に閉店した。
この店がなかなか軌道に乗らなかったこと、商店街で商売を試してみたかったこと、専門誌で紹介されていた「なんどき屋」の「ぶっかけ」という牛丼に衝撃を受けたこと、そしてすでに牛丼のチェーン販売をしていた吉野家の味に感銘を受けたことなどにより、瓦葺は牛丼の研究を重ねて独自の味を完成させた。
そして1968年（昭和43年）6月、東京都練馬区栄町（江古田駅北口）に、牛めし・焼肉定食店「松屋」1号店として松屋江古田店を開店。この店舗は現存しており、店内には「松屋1号店 江古田店 松屋の歴史はここから始まった」と書かれた掲示と、松屋の歴史を解説したパネルが展示されている。
同業の他社チェーンと比較し、牛めし以外のカレーライスや定食などの比率が高いのが特徴である。これは1号店の江古田店近辺が、大学などが多い学生街で昼間は学生で賑わい、ベッドタウンでもあることから夜は独身サラリーマンが帰ってくるという当時の土地柄を考慮し、学生層向けの牛めしだけではなく独身サラリーマン層向けに定食を提供するスタイルを採用したことによる。「牛めし」「定食」「カレー」の三本柱でメニューを構成し、その後の展開においてもこの方針を維持している。
企業スローガンは「みんなの食卓でありたい」。
2018年（平成30年）10月1日付で持株会社制へ移行し、株式会社松屋フーズ（初代）は株式会社松屋フーズホールディングスへ商号変更され、松屋・松のやなどの事業は会社分割で設立された株式会社松屋フーズ（2代）が継承した。

### 出店状況
2025年（令和7年）7月現在の松屋の国内店舗数は、1,126店舗。店舗数においてすき家、吉野家に次ぐ国内3位の牛丼チェーンである。
2025年7月時点の未出店地域は鳥取県、島根県である。松屋フーズホールディングスの公式サイト「物件情報募集」では、鳥取県、島根県県内の物件も募集している。近年では、2020年に大分県、2021年に秋田県と鹿児島県、青森県、2022年に宮崎県、2023年に高知県にそれぞれ初出店した。また、一旦撤退した地域では、2023年に佐賀県（9年ぶり）、2025年に長崎県（11年ぶり）に再出店した。
2015年（平成27年）頃より松屋の出店数がほぼ横ばいとなっているのに対し、第二の主力業態としてとんかつ専門店である松のやの出店を加速させている。低価格のとんかつ店チェーンは他にかつや（アークランドサービス）がある程度で競合が少ないことに加え、既存の松屋店舗の近所に好条件の物件が見つかった際に「同じブランドの店舗は出しにくい」という事情もあるという。沖縄県では先に松のやを出店させ、定着したところで後に松屋を出店している。現在は松屋・松のやを中心に、一店舗で複数ブランドを提供する複合店も積極的に出店している。
海外では、中国（上海市、広東省、山東省、香港）、台湾（台北市、新北市）、モンゴル（ウランバートル）、ベトナム（ホーチミン）にて松屋・松のやを営業している。かつては米国・ニューヨークにMatsuya Foods USA,Inc.を設立し出店していた（2023年<令和5年>に法人を清算）ほか、2019年（令和元年）にはロシア・モスクワでも半年ほどフランチャイズ運営の松屋を営業していた。

### ロゴマーク
開業当初のロゴマークは、松屋の二字をつなげたものだった。また、筆文字で「牛めし」と書かれた看板・貼紙が掲げられていた。これらは、現在は先述の江古田店の外壁に掲示されている。
後に会社の発展に伴い、デザイナーのサイトウマコトに依頼し、松屋の理念である「みんなの食卓でありたい」をモチーフとした現行のロゴマークが制定された（1997年<平成9年>に商標登録）。オレンジ・黄色・青の3色で登る太陽と企業の成長を象徴するものとし、松屋のロゴタイプには遊び心を加え親しみやすさを持たせた。また、オレンジの丸は「お盆」、その内側にある青と黄色の丸はそれぞれ「牛めし」と「味噌汁」を意味しており、丼・カレーに必ず無料で味噌汁が付くという松屋の特色も表している。なお、青と黄色の丸の右側には、それぞれ灰色の三日月形の模様が描かれているが、松屋フーズの広報担当者によれば「丸の立体感を出すための影みたいなものかもしれないが、なぜそうなっているかは社内にも情報が残っていない」としている。
公式キャラクターもあり、初代は社員の家族が考えた丼を持っている牛（通称：牛ちゃん）だった。2016年（平成28年）より、現行の公式キャラクター（5代目）である「マッキー&ヤッキー」が登場している。

## 沿革
- 1966年（昭和41年）6月16日 - 創業者の瓦葺利夫が、東京都練馬区羽沢に中華飯店「松屋」を開店[5]。
- 1968年（昭和43年）6月[7] - 東京都練馬区栄町[9] に、牛めし・焼肉定食店「松屋」1号店として[7][8]松屋江古田店を開店[7]。
- 1969年（昭和44年）1月 - 中華飯店「松屋」を閉店。
- 1975年（昭和50年）10月14日 - 有限会社松屋商事を資本金1億円で設立[27]。
- 1980年（昭和55年）1月16日 - 組織変更により株式会社松屋商事を設立[36]。有限会社松屋商事の店舗・工場・社員を引き継ぐ。
- 1988年（昭和63年）5月 - 東京都武蔵村山市にドライブスルー1号店の松屋武蔵村山店を開店。
- 1989年（平成元年）6月 - 商号を株式会社松屋フーズに変更[27]。
- 1990年（平成2年）10月 - 社団法人日本証券業協会に店頭登録[36]。
- 1999年（平成11年）12月 - 東京証券取引所市場第二部上場[36]。
- 2000年（平成12年）
  - 8月 - 松屋の総店舗数300店舗を達成[37]。
  - 9月 - 300店舗達成を記念し、牛めしの販売価格を値下げ（並390円→290円）。当初は期間限定の予定だったが、好評のため値下げ価格のまま継続販売した[37]（2004年2月まで）。
- 2001年（平成13年）
  - 3月 - 東京証券取引所市場第一部上場[36]。不動産管理の子会社・松屋フーズ開発株式会社ほか子会社2社を設立[38]。
  - 4月16日 - 直営の新業態店として「チキン亭」高円寺店を東京都杉並区に開店[39][40]。
- 2002年（平成14年）
  - 4月 - 環境管理システムの国際規格「ISO 14001」の認証を取得[38]。
  - 10月 - 品質管理システムの国際規格「ISO 9001」の認証を取得[38]。
- 2003年（平成15年）10月 - 優良フードサービス事業者表彰「環境配慮部門」で農林水産大臣賞を受賞[36]。
- 2004年（平成16年）
  - 1月 - BSE問題により牛めしの販売が難しくなることに鑑み、豚めしの販売を開始[41]。
  - 2月 - 牛めしの販売を休止[42]。
  - 5月 - 外販事業を開始。第1弾商品として「冷凍個食パック」を発売[43]。
  - 10月 - 牛めしを販売再開（中国産牛肉使用）[43]。
  - 11月 - 中華人民共和国青島市に「青島松屋快餐有限公司」を設立[27]、日本国外初進出となる青島ジャスコ店を開店[44][注釈 4]。
- 2005年（平成17年）
  - 1月 - 1,000店舗体制を視野に入れ、静岡県富士宮市に富士山工場を開設[27]。
  - 2月 - 米国発の世界的国民健康増進運動「ファイブ・ア・デイ（5 A DAY）協会」に加盟[44]。
  - 3月 - 外販事業の本格的市場参入に向けて、アジア・環太平洋地域最大の食品トレードショー「FOODEX JAPAN 2005」に出展[45]。
  - 7月 - 東京都新宿区にとんかつ専門店「松乃家（現・松のや）」1号店を開店。
  - 12月 - Matsuya Foods USA,Inc.（米国・ニューヨーク）がMatsuya International,Inc.を設立。Yonehama,Inc.(後にMatsuya New York,Inc.に変更)の株式取得[27]。
- 2006年（平成18年）
  - 3月 - 株式会社コバヤシフーズインターナショナルより、回転寿司店舗12店舗（「すし丸」10店舗、「焼津丸」1店舗、「吉ェ門」1店舗）の営業を譲受[43]。
  - 12月 - 新本社屋完成に伴い、本社を東京都練馬区下石神井から東京都武蔵野市中町一丁目14番5号（三鷹駅前）へ移転[36]。
- 2007年（平成19年）3月 - 完全子会社の松屋フーズ開発株式会社を清算[46]。
- 2009年（平成21年）
  - 8月 - 中国・上海市に全額出資子会社の上海松屋餐飲管理有限公司を設立[27]。
  - 9月 - 東京都武蔵野市にカフェ業態の「カフェ テラス ヴェルト」を開店[47]。
- 2010年（平成22年）10月 - CMキャラクターに井ノ原快彦（20th Century、当時V6）を起用[48]。
- 2011年（平成23年）5月 - CMキャラクターに溝端淳平を起用[49]。
- 2012年（平成24年）
  - 1月16日 - 15時より牛めしを280円に値下げし、豚めしの販売を終了[50]。
  - 8月31日 - 松屋西日暮里店（東京都荒川区）の開店をもって、国内グループ総店舗数1,000店舗を達成[51]。
- 2013年（平成25年）
  - 3月12日 - 松屋相模大野店（神奈川県相模原市）の開店をもって、松屋の国内外総店舗数1,000店舗を達成[27]。
  - 4月26日 - 横浜F・マリノスとスポンサー契約を締結（2020年まで）[要出典]。
  - 7月 - 東京都渋谷区にカレー専門店「マイカリー食堂」1号店を開店[52]。
- 2014年（平成26年）7月22日 - 「プレミアム牛めし」を一部店舗で発売[53]。
- 2017年（平成29年）8月22日 - 東京都世田谷区にラーメン・中華料理専門店「松軒中華食堂」1号店を開店[54]。
- 2018年（平成30年）
  - 1月 - 台湾・台北市に全額出資子会社の台灣松屋餐飲股份有限公司を設立[27]。
  - 4月16日 - 取締役会で10月から持株会社制へ移行することを決議[55]。
  - 4月24日 - 事業を継承する新会社として「株式会社松屋フーズ分割準備会社」を設立[56]。
  - 10月1日 - 持株会社制へ移行。同時に「株式会社松屋フーズ」を「株式会社松屋フーズホールディングス」へ、「株式会社松屋フーズ分割準備会社」を「株式会社松屋フーズ」（2代）へ、それぞれ商号変更[12][56]。
- 2019年（平成31年/令和元年）
  - 3月 - 東京都武蔵野市にステーキ専門店「ステーキ屋松」1号店を開店[36]。
  - 6月 - 北海道総合商事の子会社（現地法人）によるフランチャイズ運営でロシアの首都であるモスクワに松屋1号店が開店。牛丼チェーンとしては初めてロシアに進出したが、同年12月、売上不振を理由に閉店。半年でロシアから撤退した[28][29]。
- 2020年（令和2年）1月14日 - 10時より「世界の味」シリーズ第1弾となる「シュクメルリ鍋定食」を期間限定販売[57]。
- 2021年（令和3年）
  - 9月6日 - 東京都大田区に弁当・惣菜販売店「松弁KITCHEN」1号店を開店[58]。
  - 9月28日 - 14時より牛めしを380円に値上げし、「プレミアム牛めし」の販売を終了[59]。
- 2022年（令和4年）2月1日 - 10時より豚めしを期間限定で再販[60]。
- 2023年（令和5年）
  - 1月31日 - 初の3業態（松屋・松のや・マイカリー食堂）複合店舗を鹿児島県鹿児島市に出店[61]。
  - 8月 - Matsuya Foods USA,Inc. 、Matsuya International,Inc. 、Matsuya New York,Inc.を清算[27]。
  - 12月 - 香港に全額出資子会社の香港松屋餐飲有限公司を設立[27]。
- 2024年（令和6年）
  - 1月 - ベトナムに全額出資子会社のMATSUYA FOODS VIETNAM COMPANY LIMITEDを設立[27]。
  - 1月31日 - 神奈川県川崎市に生パスタ専門店「麦のトリコ」1号店を開店[62]。
  - 2月19日 - 神奈川県横浜市にステーキ専門店「ステーキ定食松牛」1号店を開店[63]。後に「ステーキ定食&丼松牛」に屋号変更。
  - 2月28日 - 松屋下北沢店にて、ジョージアとポーランドの両駐日大使の会食会談、通称「松屋会談」が行われる[64]。
  - 6月17日 - 「シュクメルリ鍋定食」がフードアナリストによる食品評価制度「ジャパンフードセレクション」においてグランプリを受賞[65]。
  - 8月13日 - 東京都羽村市に石焼（韓国料理）専門店「トゥックン²」1号店を開店[66]。
- 2025年（令和7年）7月30日 - 東京都新宿区にラーメン専門店「松太郎」1号店を開店[67]。

## メニュー

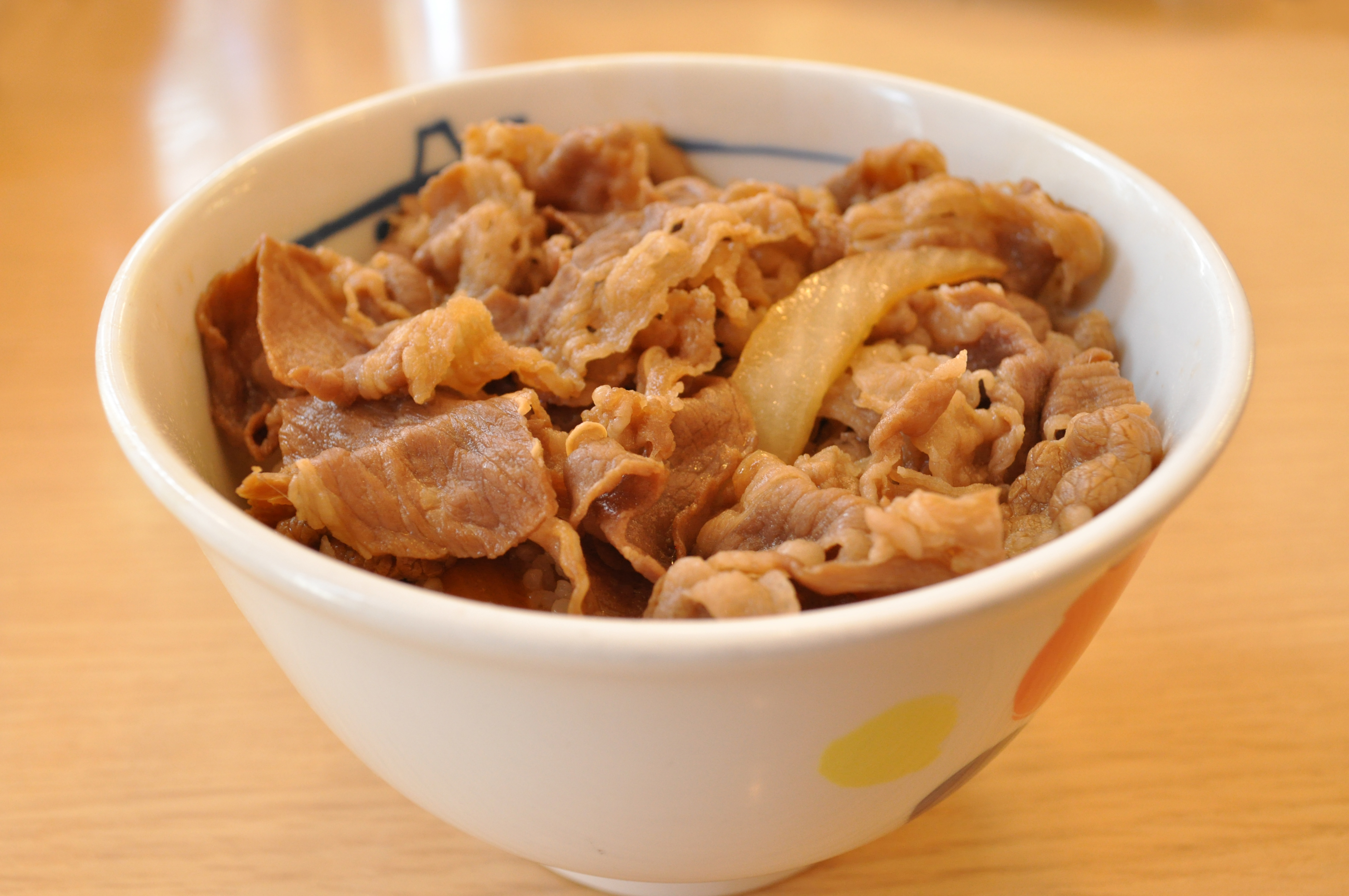
牛めし 並盛

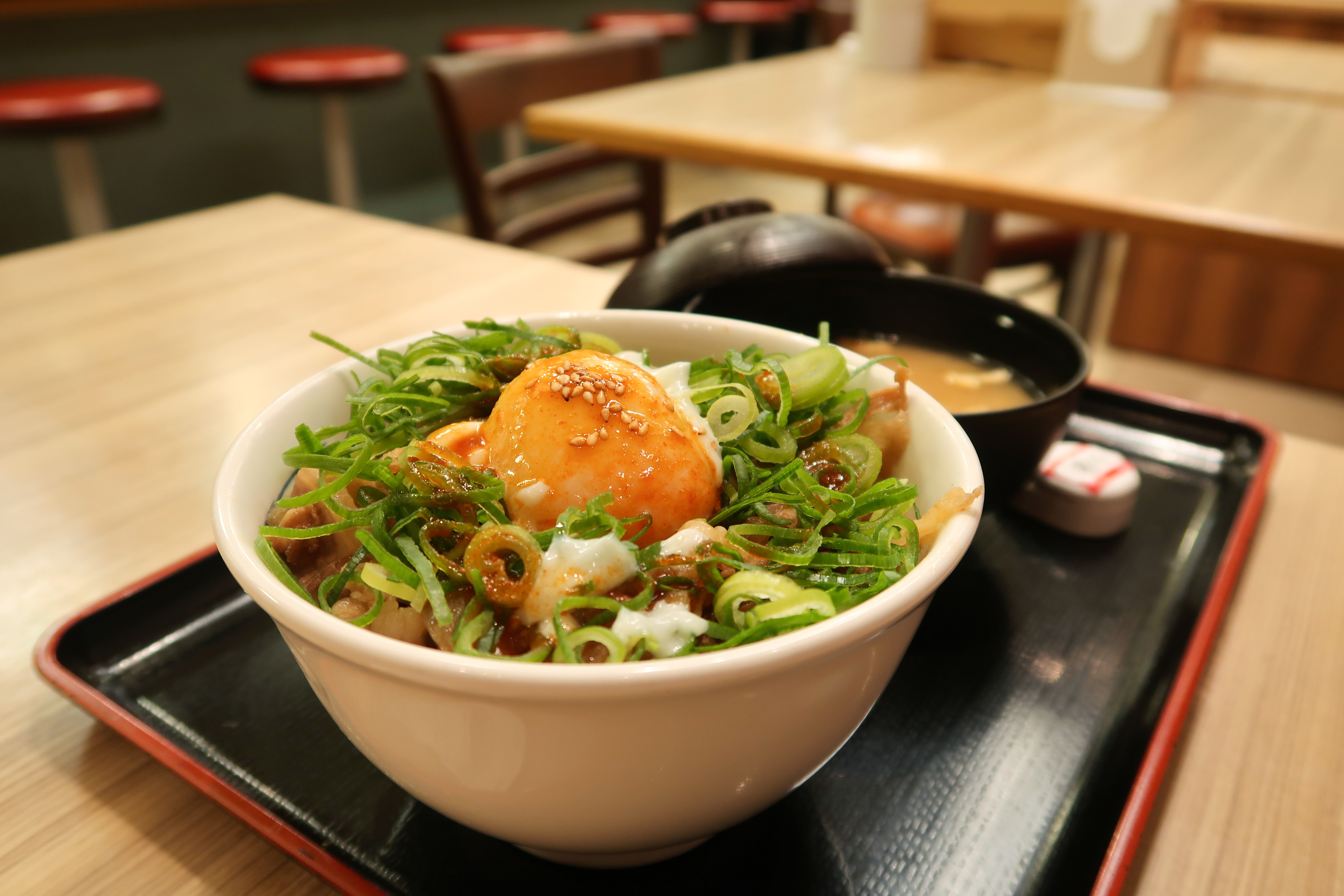
ネギたっぷりプレミアム旨辛ネギたま牛めし

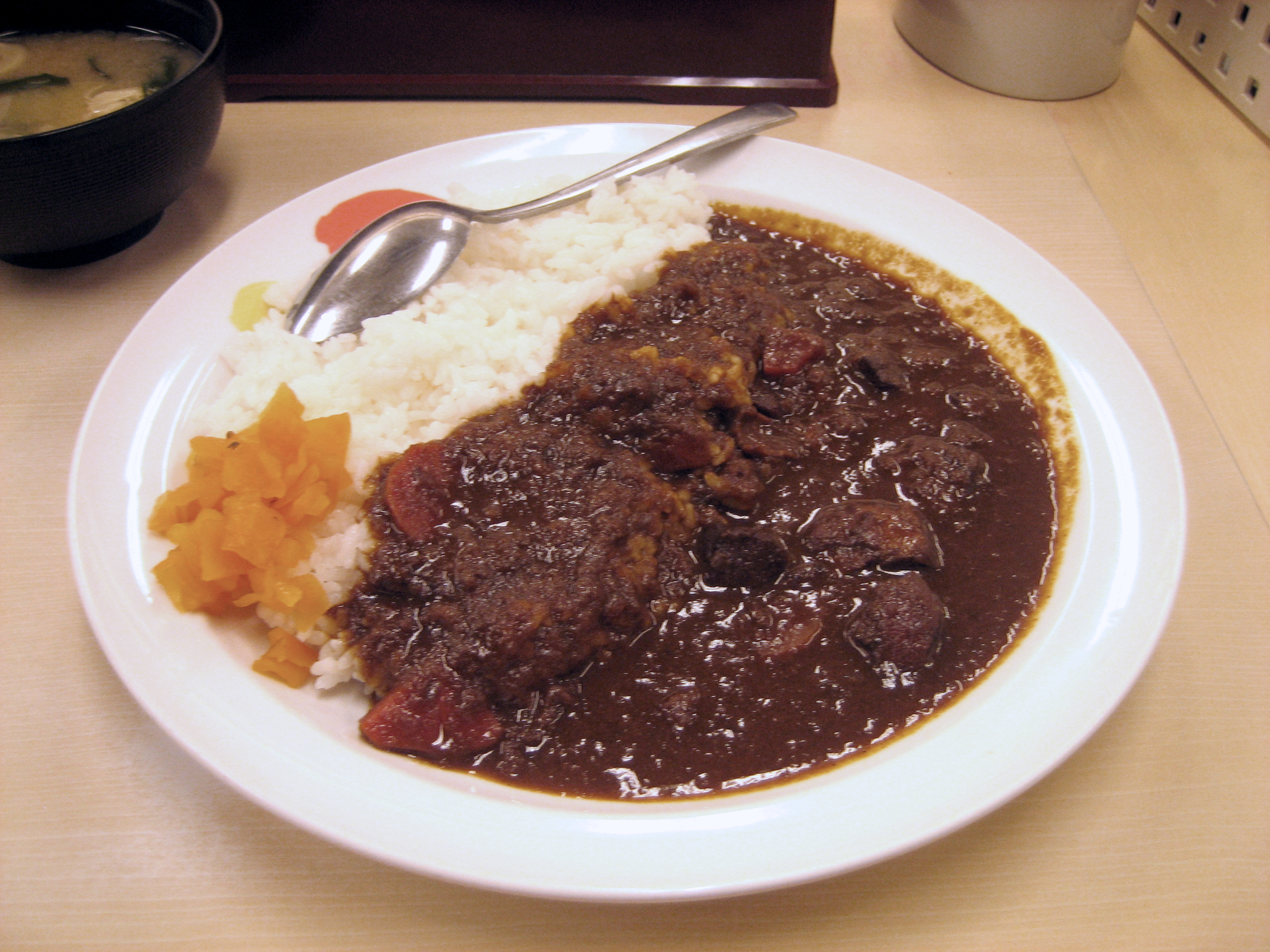
オリジナルカレー

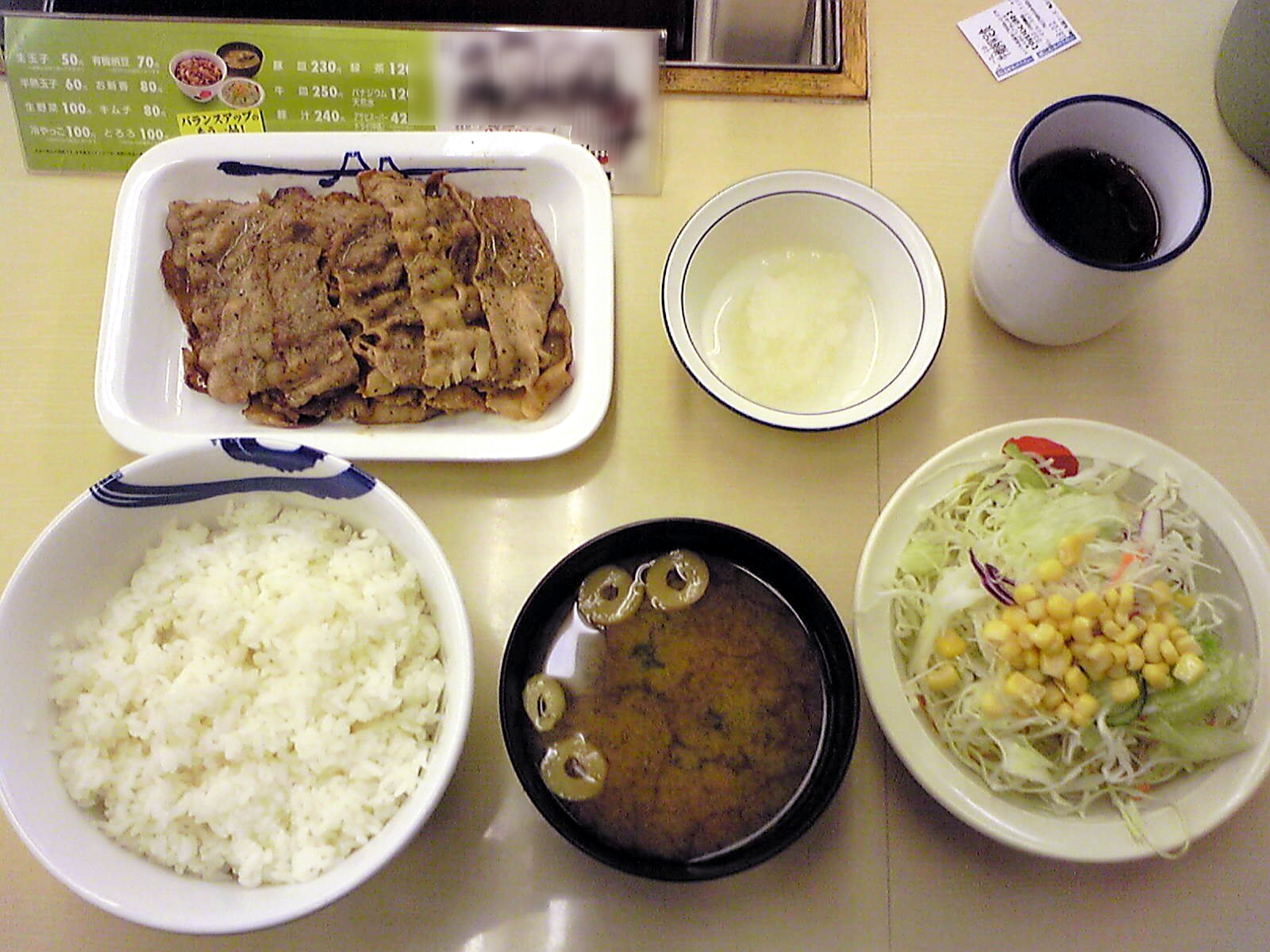
牛焼肉W定食 ライス特盛

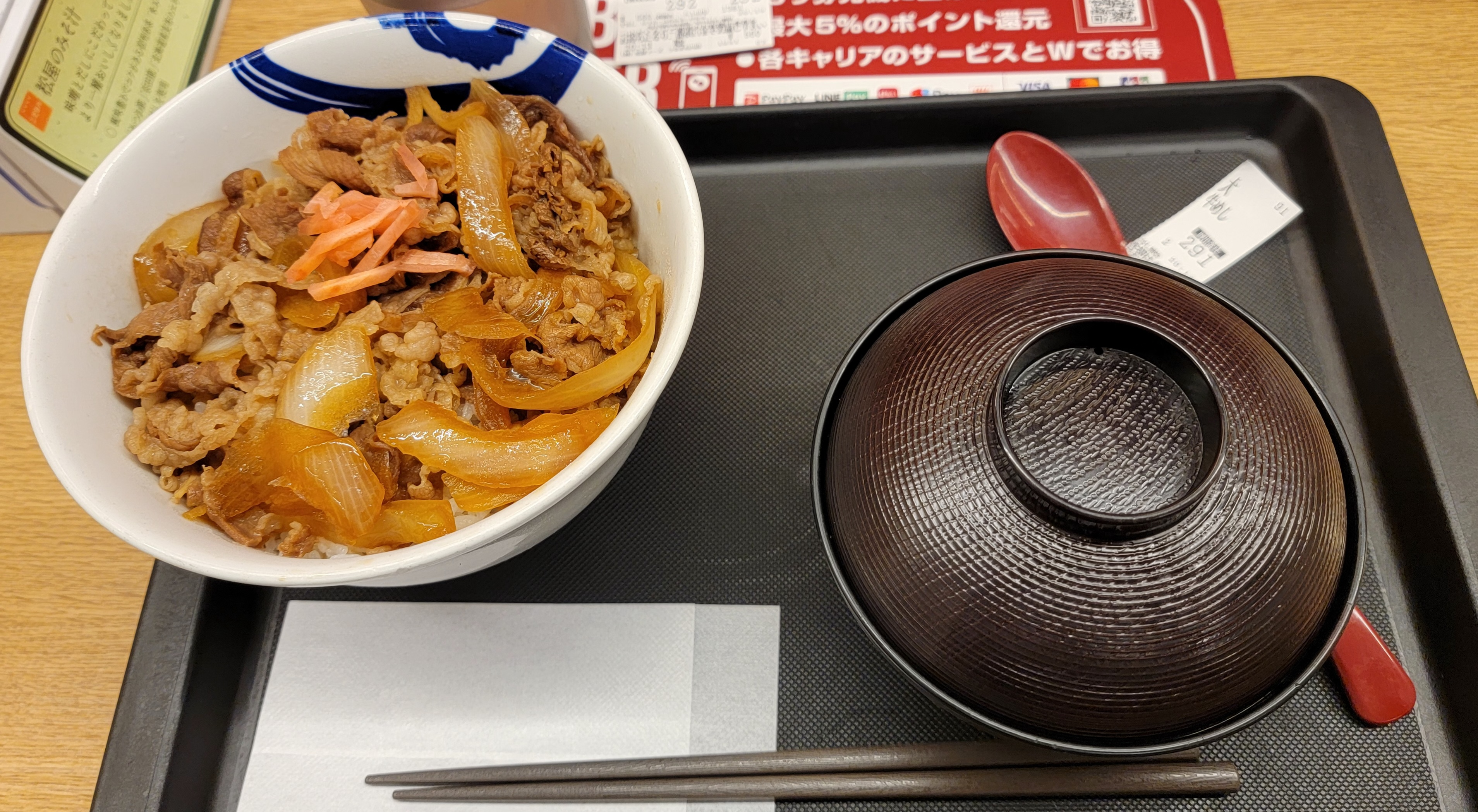
牛めし　大

先述のように、松屋では一般的な店で言うところの牛丼を牛めしと称している。また、豚丼を豚めし、あいがけをカレギュウ、サラダを生野菜と呼ぶ。
日本にて牛肉の輸入が自由化された後、松屋のメニューを牛めしに特化することも模索されたが、当時既に牛丼といえば吉野家というブランドイメージが出来上がっていた状況の中で、松屋が牛めしに特化しても良い結果を出すのは難しく、慣れている三本柱メニューでマーケットに訴えた方が良いということで却下された。
新メニューは上層部も関わって随時開発する方針を採っており、需要の低いメニューは終了して入れ替え、需要の高い既存メニューも適時改良している。牛めしのたれについても、上層部の指示により日々改良が加えられており、販売に至ったものだけでも30数回のマイナーチェンジが行われている。
創業以来の松屋ならではのこだわりとして、店内で食べる場合は、原則としてカレー等にまで無料で麹入りの味噌汁が付く。また、差額料金を払うことにより豚汁への変更が可能となっている。一方で、持ち帰りの場合は味噌汁は別売り（有料）となっている。そのため、豚汁については、かつて店内飲食と持ち帰る場合で値段が異なっていたが、現在は同一価格となっている。なお、味噌汁と豚汁は単品でも有料での注文が可能である。味噌は合わせ味噌を用いており、中京圏では地域性を反映して試験的に赤だしを提供していた時期があるが、顧客の要望により現在は他地域と同じ合わせ味噌になっている。
2014年7月22日より2021年9月28日まで、関東の1都4県の大半の店舗を中心に近畿圏・名古屋市などの一部店舗で「プレミアム牛めし」と称する牛めしを販売していた。従来の牛めしより価格を90円 - 130円高くし、従来の牛めしは冷凍牛肉を使用していたのに対しチルド牛肉を使用するなど高級路線に走った。一方で「プレミアム牛めし」販売店では従来の牛めしは販売終了したため「実質的な値上げ」との評価もあった。
カレーについては、2019年頃から度々リニューアルを行っている。2019年12月に「オリジナルカレー」から「創業ビーフカレー」へリニューアルした際には、先んじてTwitter（現X）の公式アカウントにて「『オリジナルカレー』順次全店終売」とカレー商品の販売自体を終了するかの如く利用客を誤解させるような告知を行ったため、SNS上で炎上商法ではないかとの批判や指摘の声が挙がった。2023年1月には「松屋ビーフカレー」、2024年7月には「オリジナルチキンカレー」にリニューアルされ、2024年10月からは「オリジナルカレー」が復活した。2025年6月からは限定復活として「創業ビーフカレー」を、同月下旬からは「欧風牛タンカレー」を販売。同年8月からは「欧風牛タンカレー」の牛タンを抜いたものを「プレーンカレー」として販売している。
2020年1月より、ジョージアの郷土料理を再現した「シュクメルリ鍋定食」をはじめ、世界各国の郷土料理を「ご飯に合う」ように松屋流にアレンジした「世界の味」シリーズを展開し、期間限定メニューとして販売している。「シュクメルリ鍋定食」は4週間で90万食を売上げる大ヒット商品となり、各国の大使館から郷土料理のメニュー導入を松屋に呼びかけられている状況だという。
2025年1月には、四川料理の水煮肉片を再現した「水煮牛肉 ～四川風牛肉唐辛子煮込み～」を販売し、チェーン店の定食では非常に珍しい激辛メニューとして大きな話題を呼んだ。
牛めしを中心とした安価なメニューと、「世界の味」シリーズなどの、時に1000円を超える期間限定メニューの二極化により、客単価の増加を図っている。

### 主なメニュー
公式サイトでは、提供される商品が以下のように分類されている。
期間限定
事前に店舗限定のテスト販売を行うこともある。
牛めし
基本の牛めしのほかに、ネギたっぷり旨辛ネギたま牛めし、鬼おろしポン酢牛めし、チーズ牛めし、キムチ牛めしなどがある。サイズは小盛・並盛・あたま大盛・大盛・特盛から選べる。
カレー
先述の通り、現在はプレーンカレー（欧風カレー）を販売。カレーと牛肉をあいがけしたカレギュウや、チーズ、ソーセージエッグ、ハンバーグ、オムレツをトッピングした商品もある。松のや・マイカリー食堂との併設店舗では、ロースかつカレーも販売している。
丼
プルコギ丼、ネギゆず旨塩厚切り豚カルビ丼、牛ビビン丼、キムカル丼など。
定食
牛焼肉定食、カルビ焼肉定食、ブラウンソースハンバーグ定食、“炙り”焼鮭定食、うまトマハンバーグ定食など。ライスは小盛・並盛・大盛・特盛を同一価格で選べ、一部店舗では無料でライスのおかわりが可能。焼肉系の商品は、肉の量を倍にした「W定食」もある。おかずは単品でも注文できる。
ロカボ応援
「ロカボライフ応援メニュー」として、定食からライスを除いたもの。
モーニング
5時 - 11時のみ販売。一部商品を除き持ち帰りは不可。ソーセージエッグ定食、“炙り”焼鮭朝定食、Wで選べる玉子かけごはん、とろっとたまご丼など。
ランチ
11時 - 15時のみ販売。牛めし（4種類から選択）と生野菜、味噌汁のセット。
おこさま
小盛の牛めしまたはカレーと、ソーセージ、ポテサラ、ケチャップ、ふりかけ、マミーのセット。おまけのグッズが付いてくる。
まとめ買い
持ち帰り用牛めしを複数個購入する際の割引セット。
サイドメニュー
味噌汁、豚汁、生玉子、半熟玉子、生野菜、牛皿、ライス、冷奴、ポテサラ、牛めしのトッピングなど。
セットメニュー
サイドメニューを2個組み合わせた割引セット。
ドリンク
ブレンド茶、アサヒスーパードライ（中瓶・生ジョッキ缶）、コカ・コーラ、マミー。
上記のメニュー以外にも、6月から8月にかけてはうな丼、うなぎ牛めしなどの「うなぎ」の項目が設けられるほか、一部外販弁当実施店舗などは独自のオリジナルメニューを導入している。
カウンターや客席には、紅しょうがのほか、醤油、七味唐辛子、ドレッシング（フレンチ・ごま）、焼肉のたれ（ポン酢・バーベキュー・甘口）が設置されている。松のやとの併設店舗では、とんかつやフライ用のソース （中濃・特製）も設置されている。

### 個食パック
個食パックとして、松屋の商品を冷凍食品化またはレトルト食品化したものが販売されている。持ち帰りや電話注文、インターネットの通信販売で購入可能。一部のスーパーマーケットなどの店頭でも取り扱いがある。
牛めし、オリジナルカレーなどの定番商品のほか、現在は店頭販売されていない豚めし、ライスバーガーなど、個食パック専用の商品もある。

## 食材

### 吉野家との関係
松屋の店舗が江古田のみだった黎明期、吉野家と肉などの材料の卸を共有していた時期がある。これは瓦葺社長が偶然立ち寄った吉野家の味に感激し、研究も兼ねて通い詰めるようになった結果、吉野家のスタッフと顔見知りになったことによる。当時の吉野家は築地の1店舗のみを経営していたが、新橋に2号店を出す際に瓦葺を役員として誘ったものの、瓦葺は「畏れ多い」として丁重に辞退。これを期に独自の味を探求するようになった。

### 米国産牛肉禁止による影響
2004年（平成16年）2月4日からBSE問題により米国産牛肉の輸入が禁止された際も、牛めし以外の比率が高かったことと、新メニューとして開発していた「豚めし」が日本でBSEが発覚した日に完成したという奇遇も追い風になり、主要チェーンでは最も遅い2004年2月14日まで牛めしを販売していた。その後は中国産の牛肉を使用した牛めしで販売復活を果たし、オーストラリア産とメキシコ産の牛肉をブレンドしたものを経て、米国産牛肉による牛めしを再度販売している。なお、豚めしの豚肉はデンマーク産である。
なお松屋では主要メニューの原産地情報を公開しているが、公開していないメニューもある。

## 接客・サービス

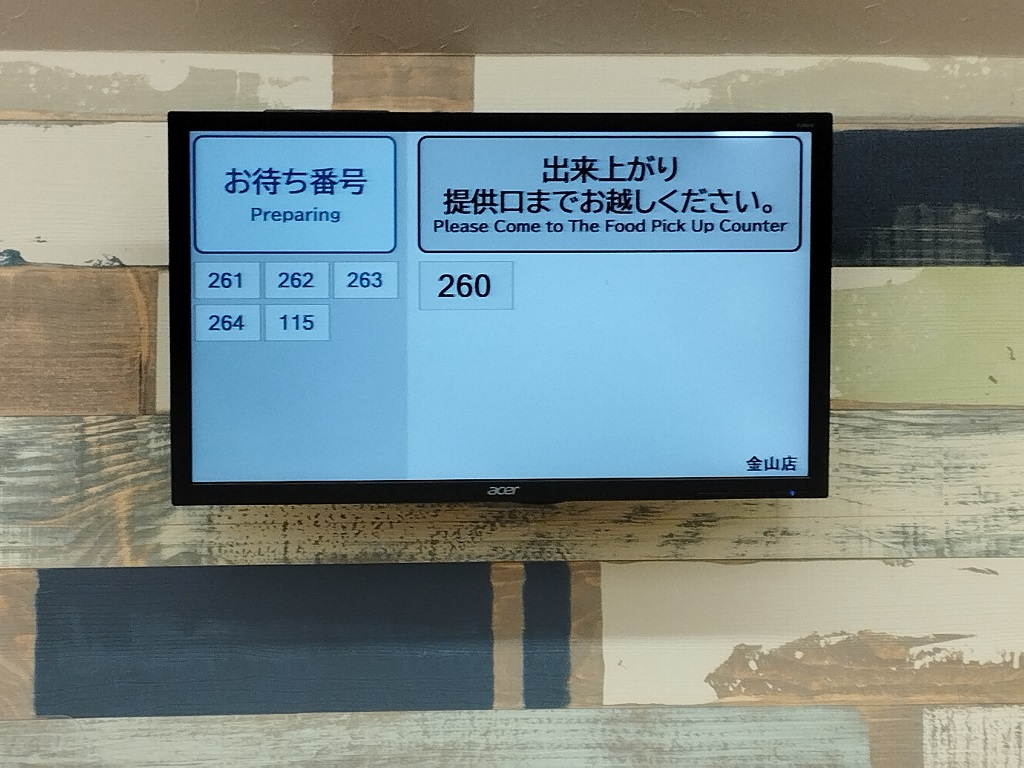
セルフサービス店内にある呼び出しモニター（松屋金山店・愛知県名古屋市）

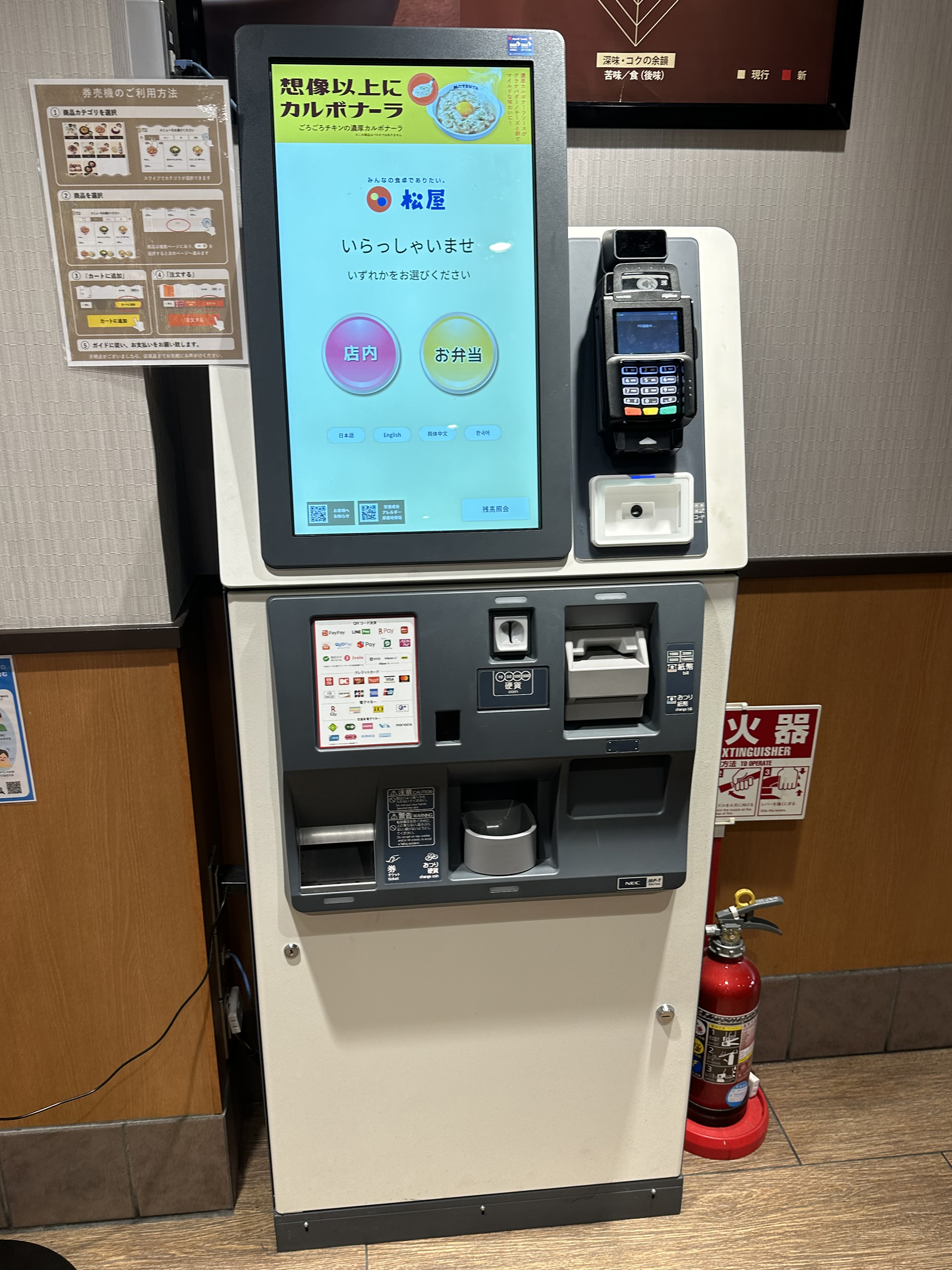
店内にある自動券売機（2023年撮影）

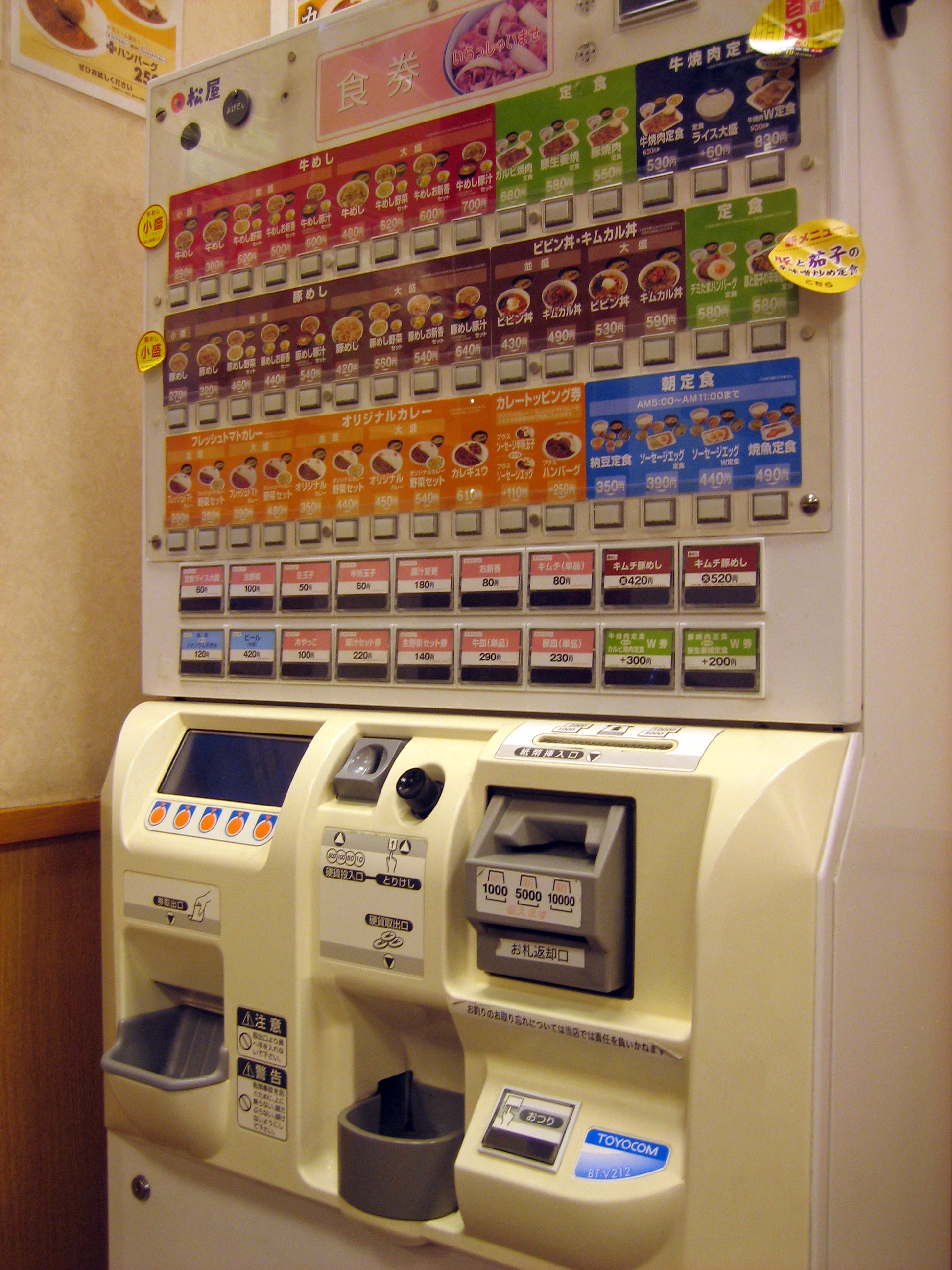
店内にある自動券売機（交通系ICカード導入前。2009年撮影）

長らくは、ほぼすべての店舗で、店員が客への水・お茶の提供や食券の受け取りを行い、食事を客席に運ぶ対面接客を行っていた。
1991年（平成3年）8月に、セルフサービス型店舗の1号店として松屋上尾店（埼玉県上尾市）を開店。2010年（平成22年）には、武蔵小金井（東京都小金井市）および南阿佐ヶ谷（東京都杉並区）にて、「MATSUYA for yourself」の店名でセルフサービスを導入した店舗を開店した（いずれも現在は閉店）。利用客は購入した食券をサービスカウンターに提出し、水・お茶の給水も自分で行った。その後、モニター（カウンター近くなどに設置）およびアナウンスで食券番号の呼び出しがあるとカウンターまで食事を受け取りに行き、食事後は食器返却口に食器を返す方式だった。MATSUYA for yourselfには、通常の松屋にはないドリンクバーやサラダバーも設置されていた。
2018年（平成30年）頃から、本格的にセルフサービスの店舗が増加している。食券購入から食器返却まではMATSUYA for yourselfと同じ方式だが、食券のカウンターへの提出は不要となっている。
東日本と西日本でアルバイト（メンバー）の制服が異なる。

### 自動券売機
食事の注文は、店員に直接注文せず、店入り口の近くにある自動券売機で食券を購入するシステムを採用している。現金を直接触らないように考えていることが理由で、強盗対策にも一役買っている。ただし、厨房内にもレジを設けており、店内で直接店員に申し出て代金を支払い追加注文することは可能である。また、後述する「松弁ネット」の場合は自動券売機が使えないため、クレジットカード決済や電子決済をしない場合はレジでの現金の支払いが必要である。
ほぼすべての店舗で交通系ICカードに対応した自動券売機を導入している。2007年（平成19年）9月よりSuicaショッピングサービスを松屋三鷹店などにて先行導入、2008年（平成20年）5月より東京都のJR中央線沿いの36店舗などで導入、2009年（平成21年）4月よりJR東日本の営業エリアにある松屋237店舗に導入と導入店舗を拡大している。また、2009年6月よりJR西日本の営業エリアにある松屋52店舗にICOCA電子マネーを導入した。ほかに九州地区の店舗ではSUGOCAに、北海道地区の一部店舗ではKitacaに、東海地区の一部店舗ではTOICAに対応している。これらの店舗では交通系ICカード全国相互利用サービスにより、Kitaca・Suica・PASMO・TOICA・manaca・ICOCA・SUGOCA・nimoca・はやかけんが相互利用可能である。
当初の自動券売機は押しボタン式であったが、2015年（平成27年）以降、タッチパネル式・QRコード読取対応型自動券売機（交通系ICカード対応）に置き換えられた。これにより、ほぼすべてのメニューが券売機で購入できるようになった。しかし、タッチパネルに置き換えたことで券売機が使いにくくなる問題が生じたため、2017年（平成29年）6月21日にQRコードの読取機を活用した「松券セレクト」が導入された。「松券セレクト」は事前にパソコンやスマホで食べたいメニューを決めておき、スマホや紙に表示させたQRコードを券売機の読取機にかざすことで簡単に食券を買うことができるサービスである（2022年<令和4年>11月30日にサービス終了）。このQRコードの読み取り機を利用して、2019年（平成31年）2月19日からQRコード決済を導入し、PayPay、LINE Pay、楽天ペイ、微信支付、支付宝に対応している。現在は、d払い、J-Coin Pay、メルペイ、QUOカードPay、ゆうちょPay、AEON Pay、Smart Codeや、支付宝とパートナーを結ぶ各種電子決済も利用できる。
券売機を2台以上設置している店舗では、最低1台は交通系電子マネーと高額紙幣の利用が可能である。入口が複数あり各入口ごとに1台ずつ券売機を設置している場合は、すべての券売機で交通系電子マネーと高額紙幣の利用が可能である。
タッチパネル式の自動券売機は、メニューの選びづらさなどで利用客からの不評を買っていたが、2025年（令和7年）頃からユーザインタフェースを改善した券売機が順次取り入れられている。

### 優待券・クーポン券
一定数以上を保有している株主を対象に贈呈される株主優待券は、他の牛丼チェーンが300円分などの金額式の優待であるのに対し、松屋フーズは1食分の食事券タイプの優待制度となっている。ただしライス特盛、W定食、ラージ定食は差額の精算が必要となるほか、一部の高額メニューは注文できない。
時折、キャンペーンとして、有効期間内であれば何度でも使える「定期券」と称した値引きクーポン券や、メインメニューの注文時にポテトサラダやキムチなどの小鉢（選択可能）を1品追加してもらえる「無料サービス券」など、紙のクーポン券を利用客に配布している。
かつては、ジェフグルメカードの利用が可能だったが、2016年（平成28年）12月31日をもって同カードの取り扱いを終了した。

### デリバリー
2017年（平成29年）9月11日より、デリバリー（弁当宅配）サービスを開始。当初は一部地域での導入で、楽天デリバリーと提携していた。現在はデリバリーサービスの導入地域を拡げ、出前館、Uber Eats（2018年3月提携開始）と提携している。
2020年（令和2年）、自社によるデリバリーサービス「松弁デリバリー」を、試験的に一部地域にて開始。2021年7月（令和3年）より、公式アプリで「松弁デリバリー」を利用できるようになった。順次、サービスを全国展開し、2025年（令和7年）4月より後述の「松弁ネット」導入店舗のほぼ全店で配達が可能となっている。

### 出張販売
オフィスへでの利用を想定した自動販売機の設置・管理や、イベント会場へのキッチンカー「サンライズ号」の派遣、スタッフ弁当の提供を請け負っている。キッチンカーは、松屋の未出店地域（島根県、鳥取県）への出張販売や、地震などの被災地への炊き出し支援も行っている。

### 公式アプリ・松弁ネット
2006年（平成18年）、公式モバイルサイト（携帯電話向け、後にiPhone、Androidにも対応）を開設。会員登録（入会金・年会費無料）をすると、メニューの閲覧、店舗検索、各種コンテンツのダウンロードのほか、会員限定メニューや、クーポン発行などの各種割引サービスを受けられた。サービスは24時間利用が可能。携帯会員限定メニューには、過去に公式メニューとなっていた「牛焼カレー」があった。
2011年（平成23年）5月、iPhone、Android対応の公式アプリを配信開始。当初は松屋のみでしか利用できなかったが、2020年（令和2年）にリニューアルし、松のや・マイカリー食堂など松屋フーズホールディングスの各種ブランドでも利用できるようになった。
公式モバイルサイトや公式アプリで発行されるクーポンは、当初は自動券売機では利用できず、モバイル端末の画面に表示されるクーポン（1画面で最大2名まで利用可、テイクアウト可）を従業員に提示し、直接従業員に現金を手渡して厨房内のレジで精算する方式だったため、クーポンと交通系電子マネーの併用は不可だった。QRコード対応の新型券売機では、券売機にクーポンのQRコードをかざし、値引き価格が適用された食券を買う方式に変更されたため、クーポンと交通系電子マネーの併用が可能になった。
2016年（平成28年）4月、ネット経由で持ち帰り弁当の事前予約が可能な「松弁ネット」のサービスを開始。公式サイトや公式アプリを利用することで、予約注文から最短15分で弁当の持ち帰りが可能なほか、注文額に応じたポイント還元も行っている。
2020年8月、店内飲食・持ち帰りの両方で自動券売機を使わずに公式アプリから注文でき、クレジットカード決済が可能な「松屋モバイルオーダー」のサービスを開始。それに伴い「松弁ネット」もクレジットカード決済に対応した。2020年10月には「松弁ネット」でPayPay決済が利用可能になり、2021年（令和3年）2月からは「松屋モバイルオーダー」「松弁デリバリー」もPayPay決済、およびLine Pay決済に対応した。現在は、これらのサービスにてその他の電子決済も利用できる。
2022年（令和4年）2月、「松弁ネット」を公式アプリから利用する客が多いことから、公式アプリをリニューアルし、注文のしやすさを見直した。また、「松弁ネット」「松屋モバイルオーダー」「松弁デリバリー」は前月の利用額に応じた会員のランク制が設けられ、ランクによってポイントの還元率が変わり、プラチナ会員になると12%のポイント還元（「松屋モバイルオーダー」は5%）を受けられるようになった。なお、公式サイトには記載が無いが、プラチナ会員よりも利用額が多い客向けのブラック会員（ポイント還元率20%、「松屋モバイルオーダー」は10%）のランクが存在している。

## 店舗例

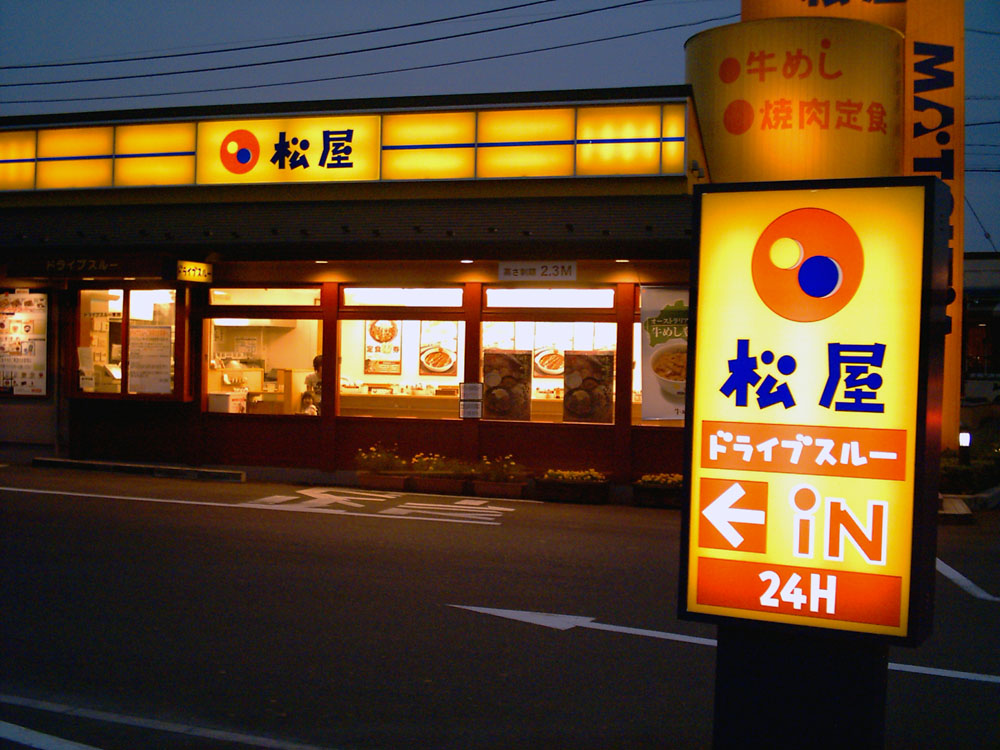
ドライブスルー店舗例
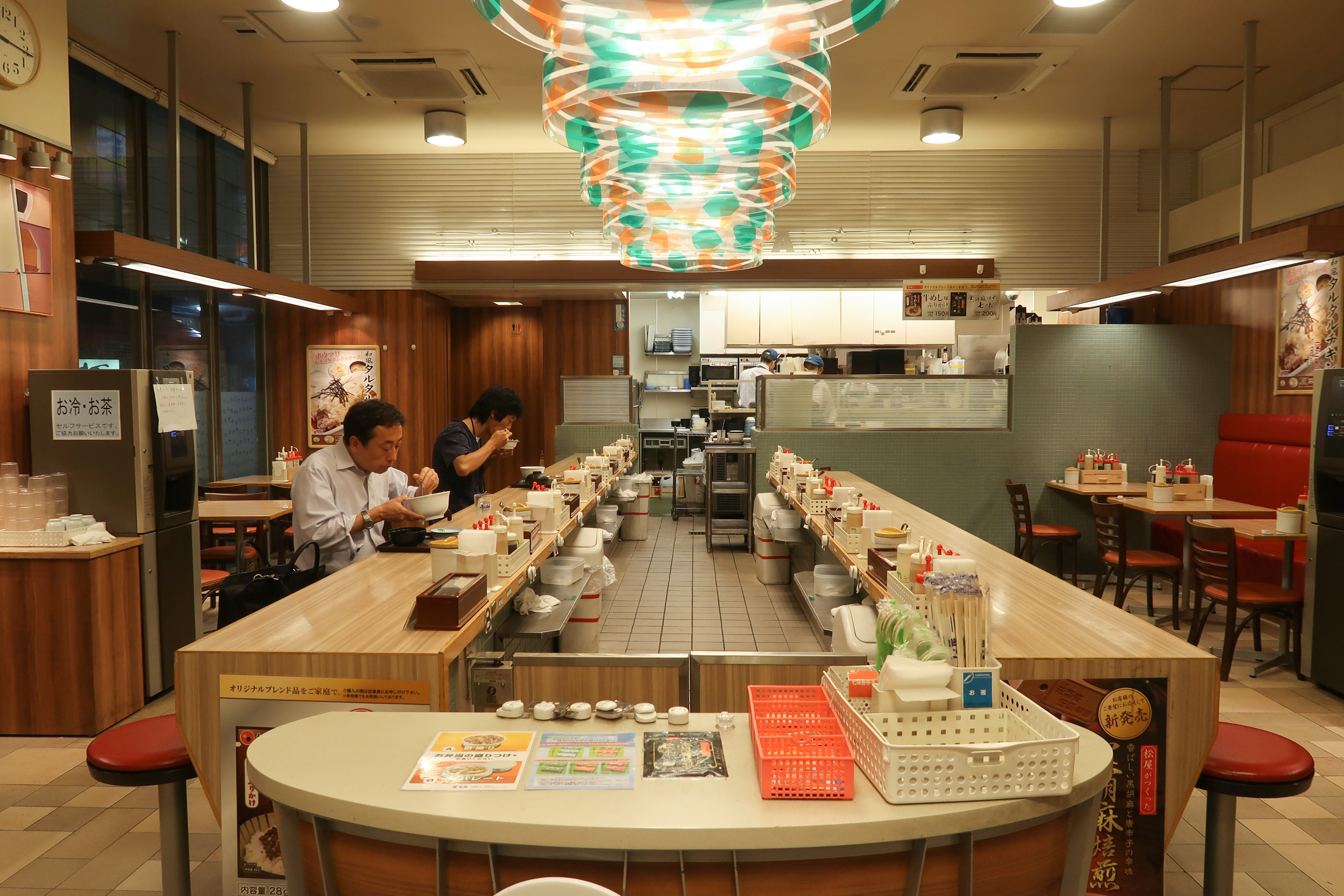
松屋六本木4丁目店（東京都港区）の店内にあるカウンター
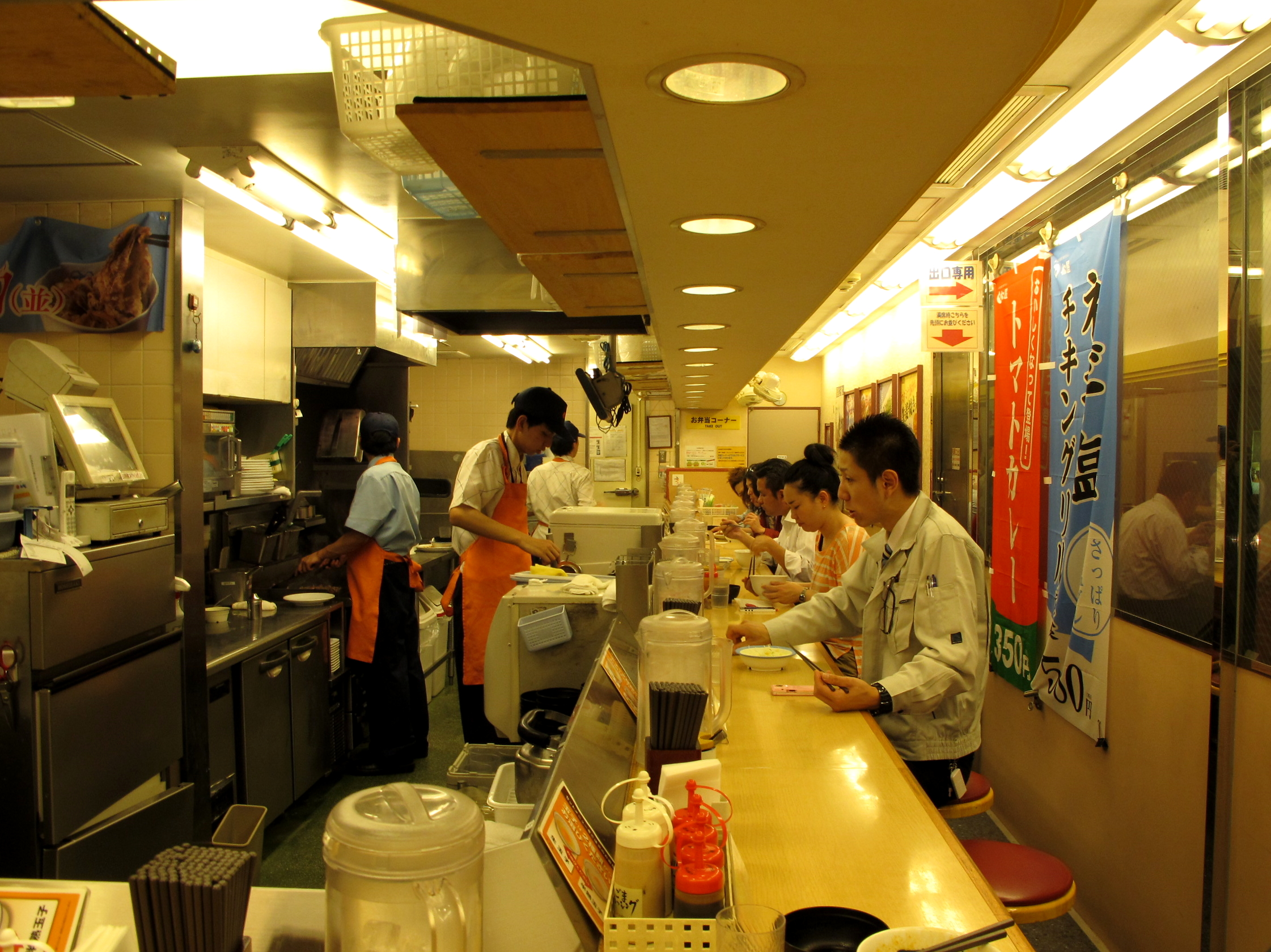
東京都新宿区の松屋の店内にあるカウンター
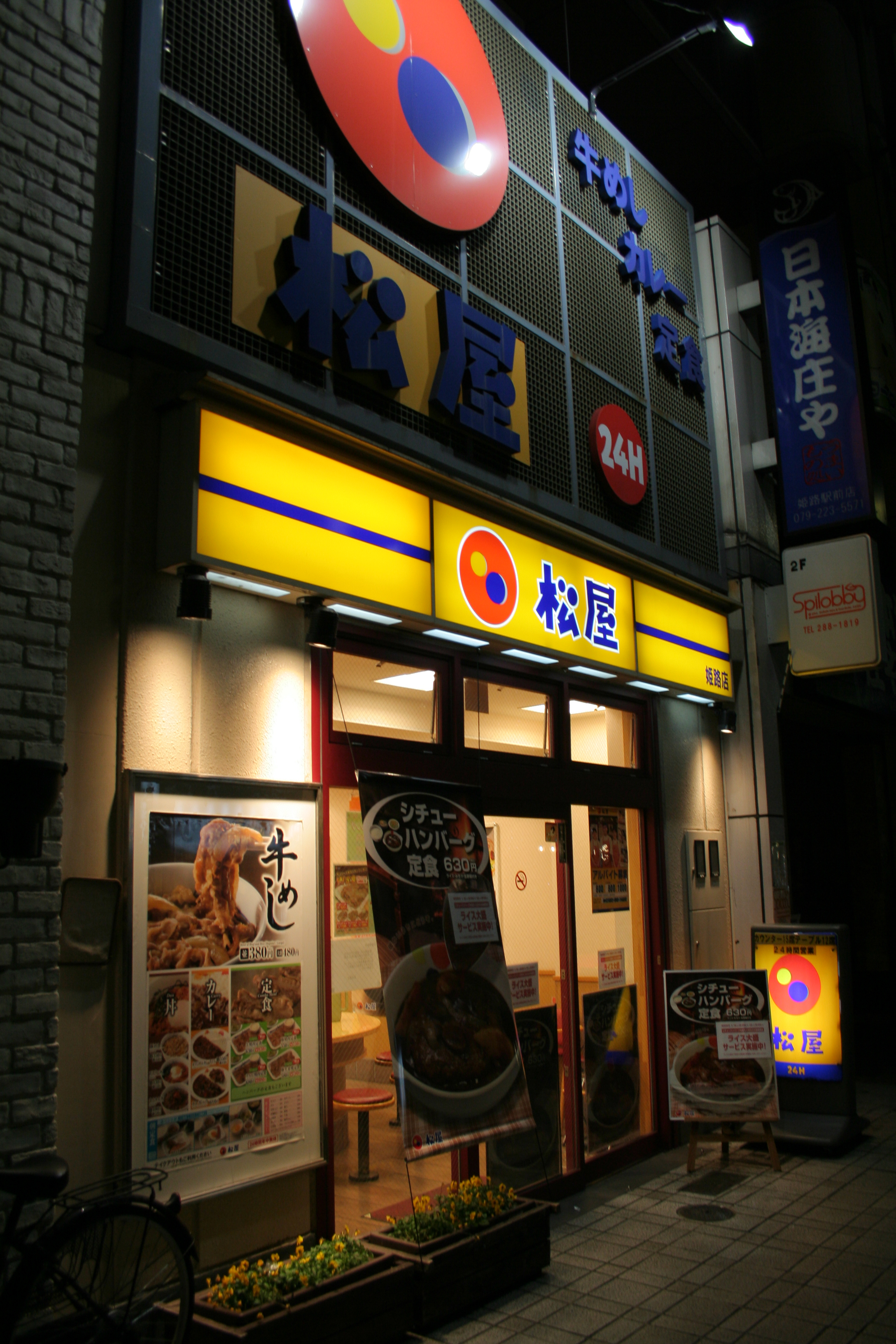
夜間の松屋（姫路店<兵庫県姫路市>。2020年5月27日閉店)
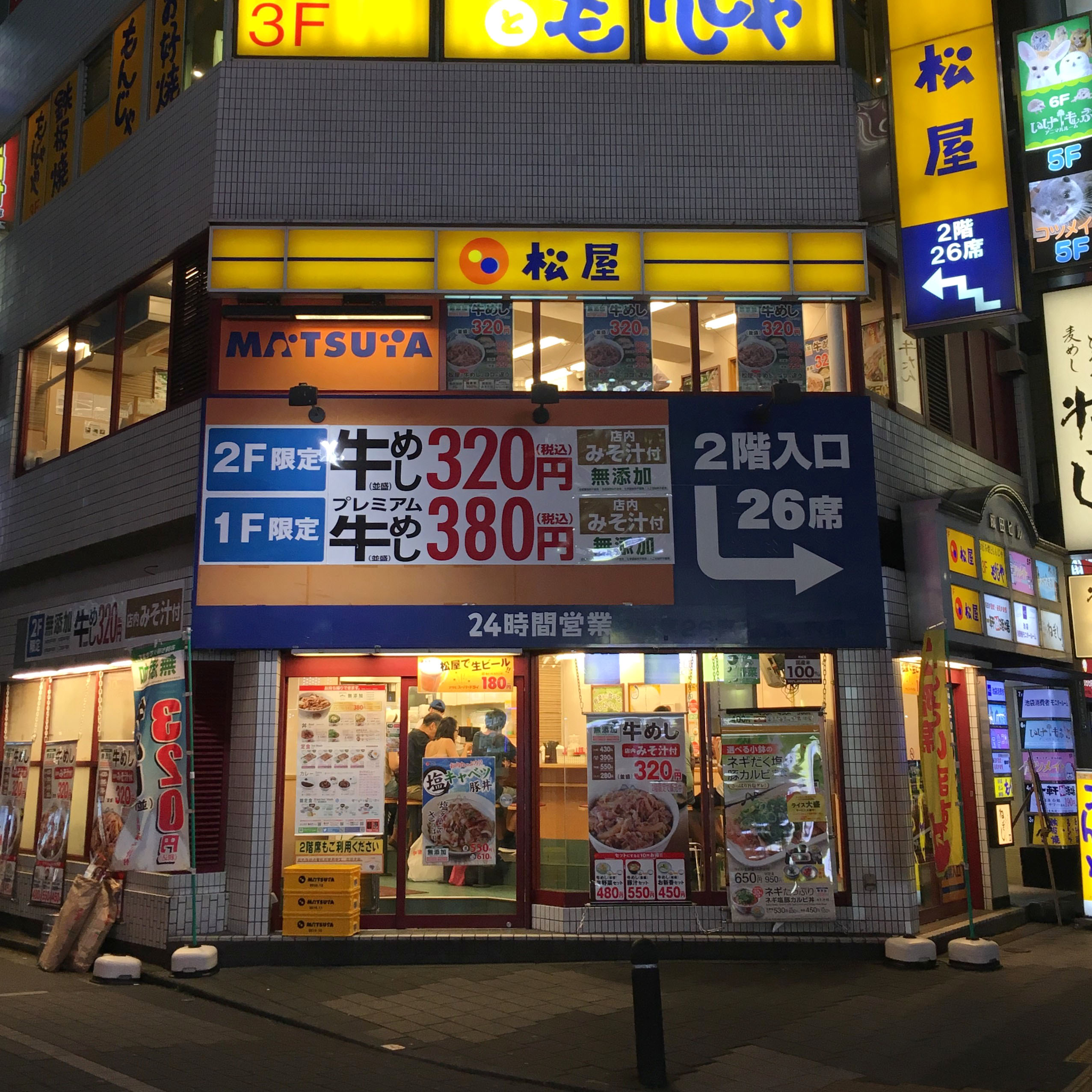
池袋サンシャイン通り店（東京都豊島区）。2020年12月30日閉店
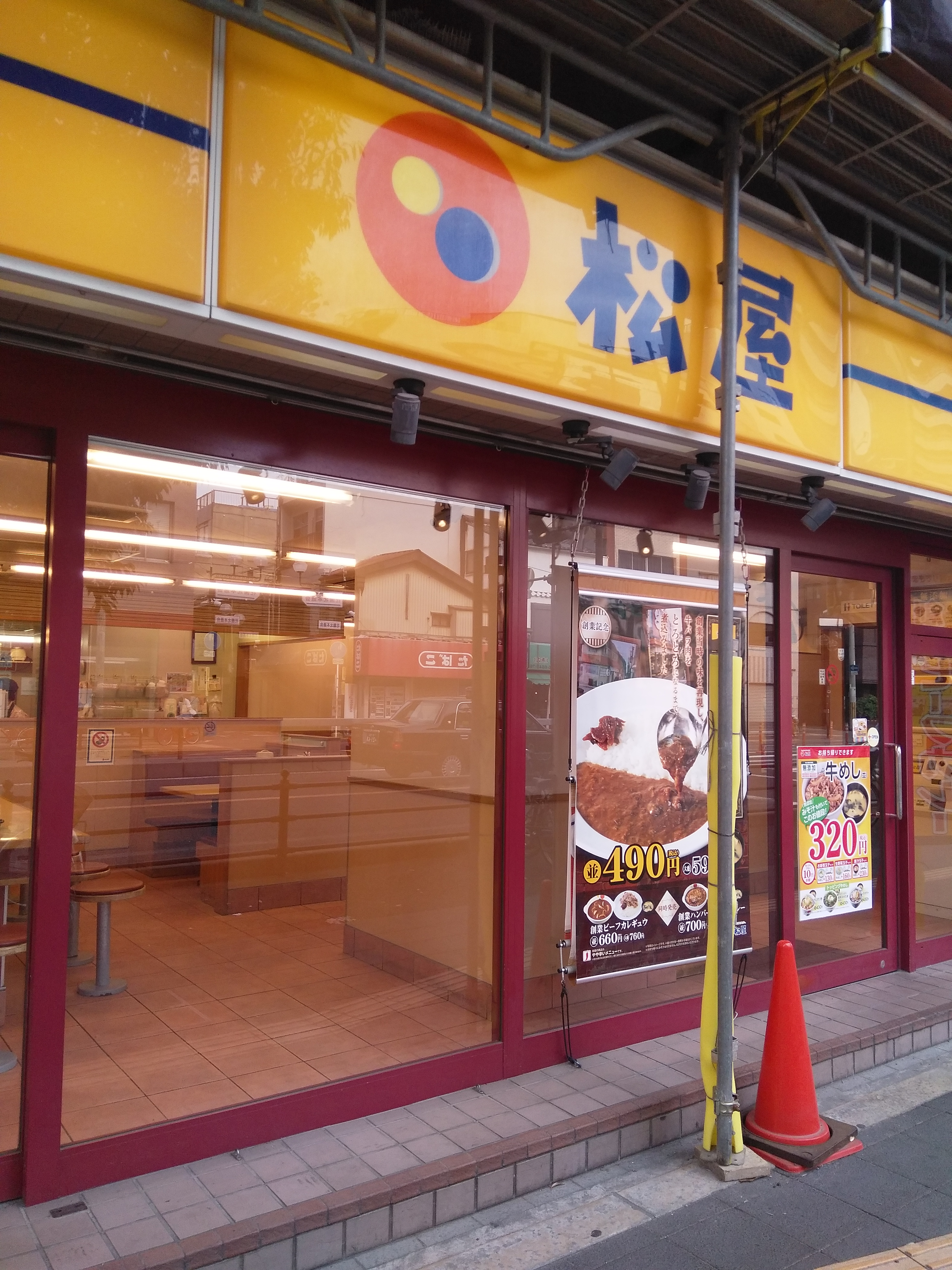
松屋花園町店 (大阪府大阪市西成区)

## 松屋（牛めし）以外の直営店

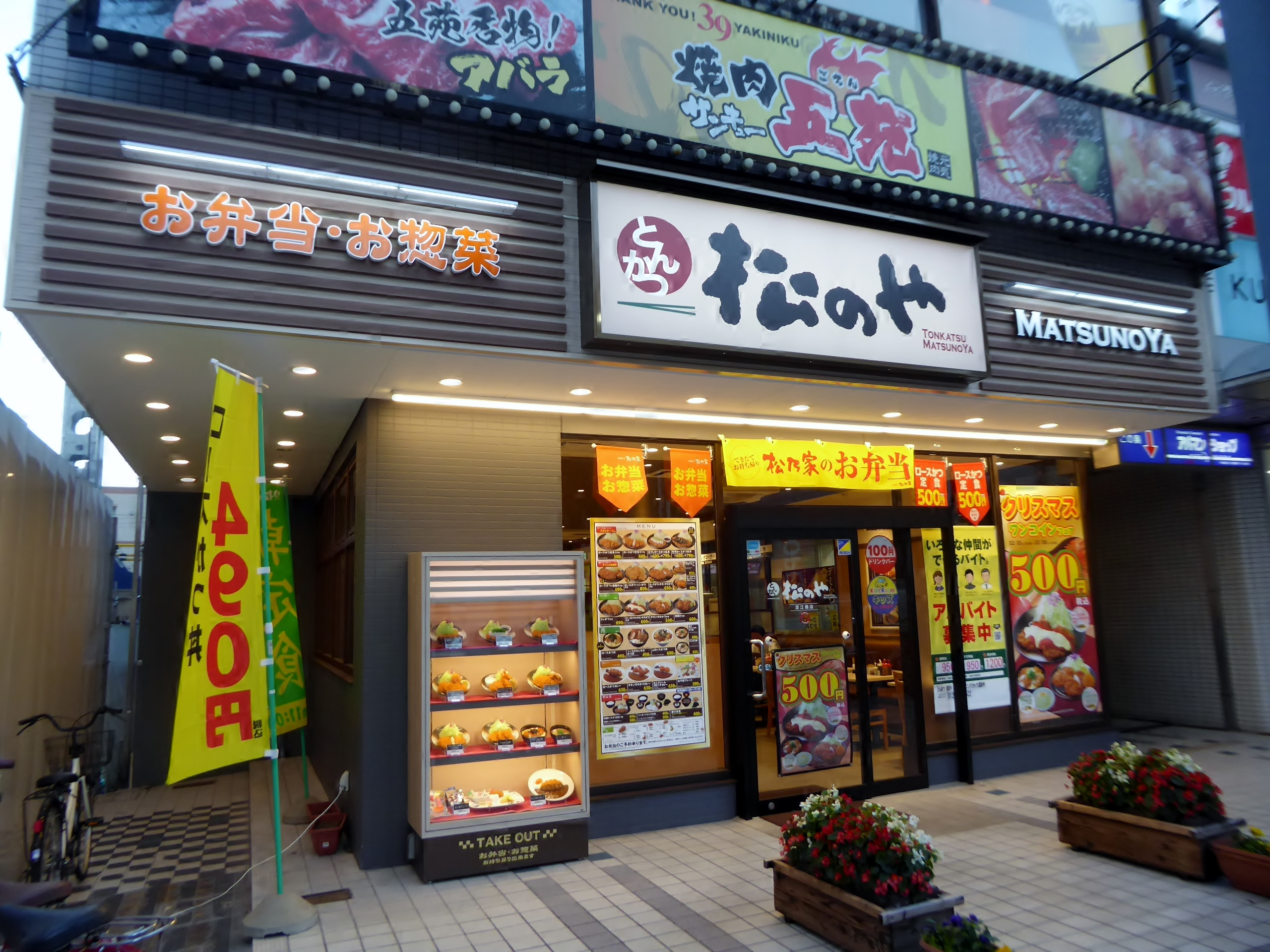
松のや深江橋店（大阪府大阪市東成区）

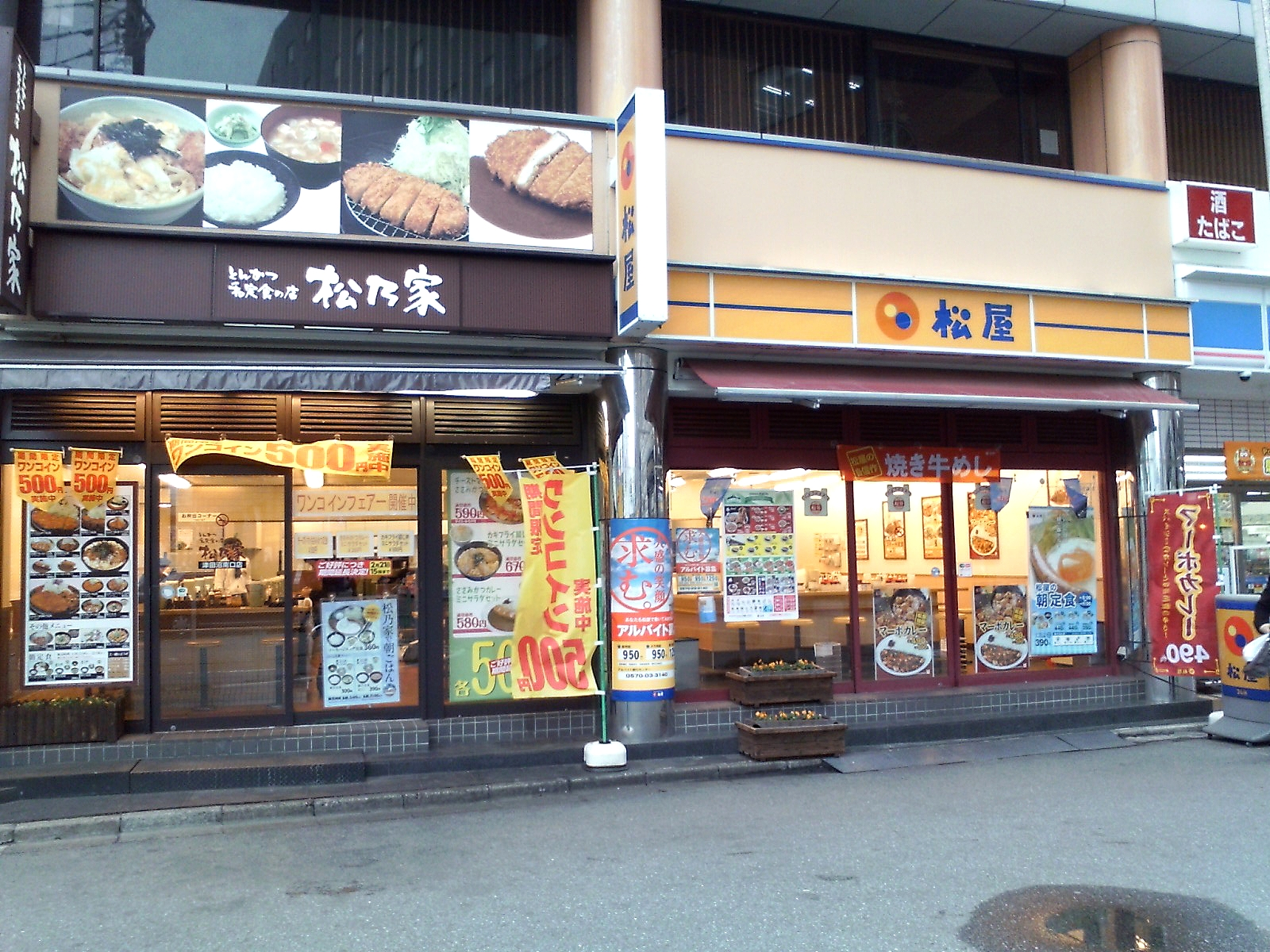
松乃家と松屋が並ぶ津田沼駅南口店（千葉県習志野市）。左の松乃家は、現在は松のやとマイカリー食堂の併設店舗になっている

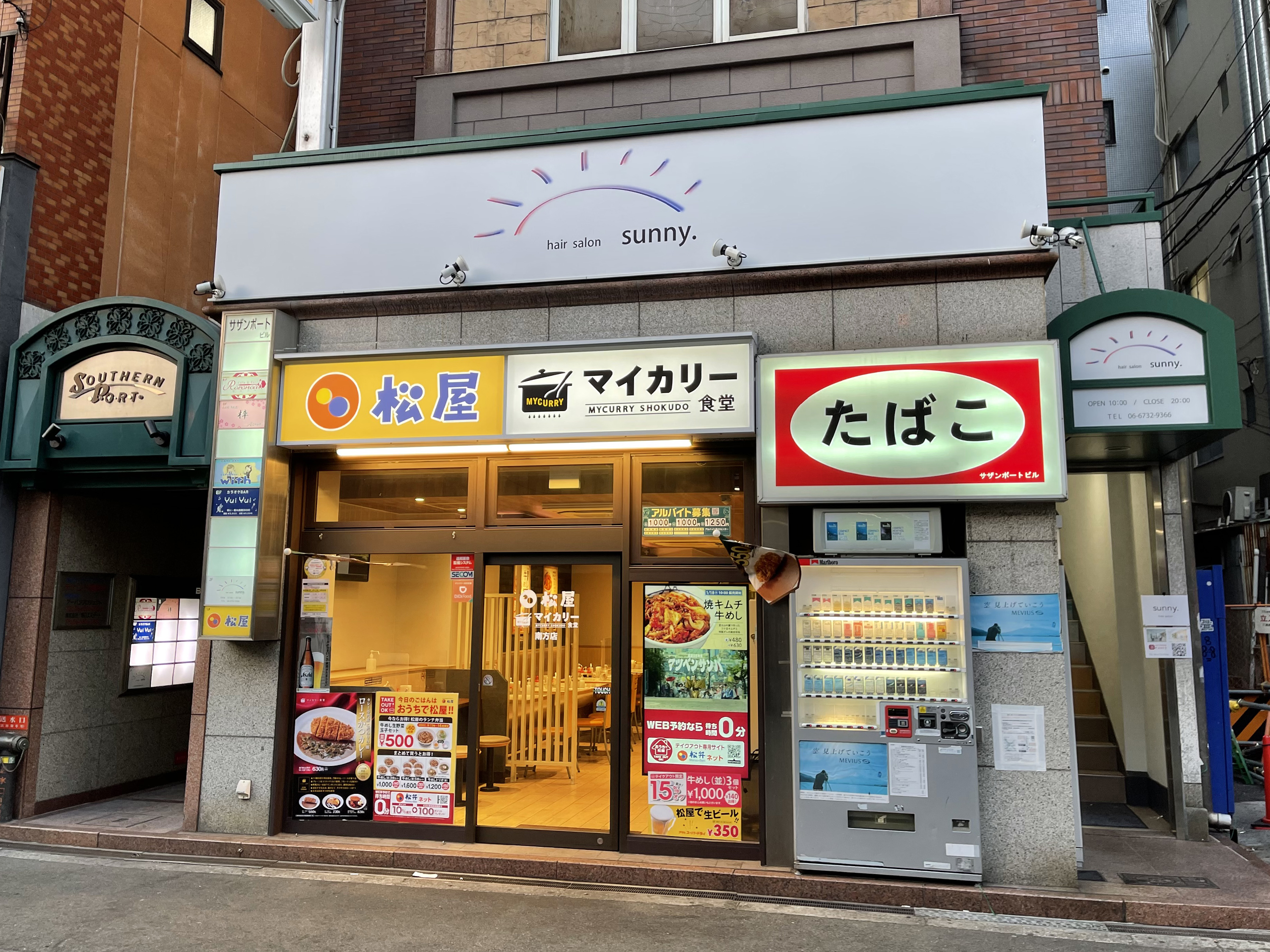
松屋とマイカリー食堂の併設店舗（南方店・大阪府大阪市淀川区）

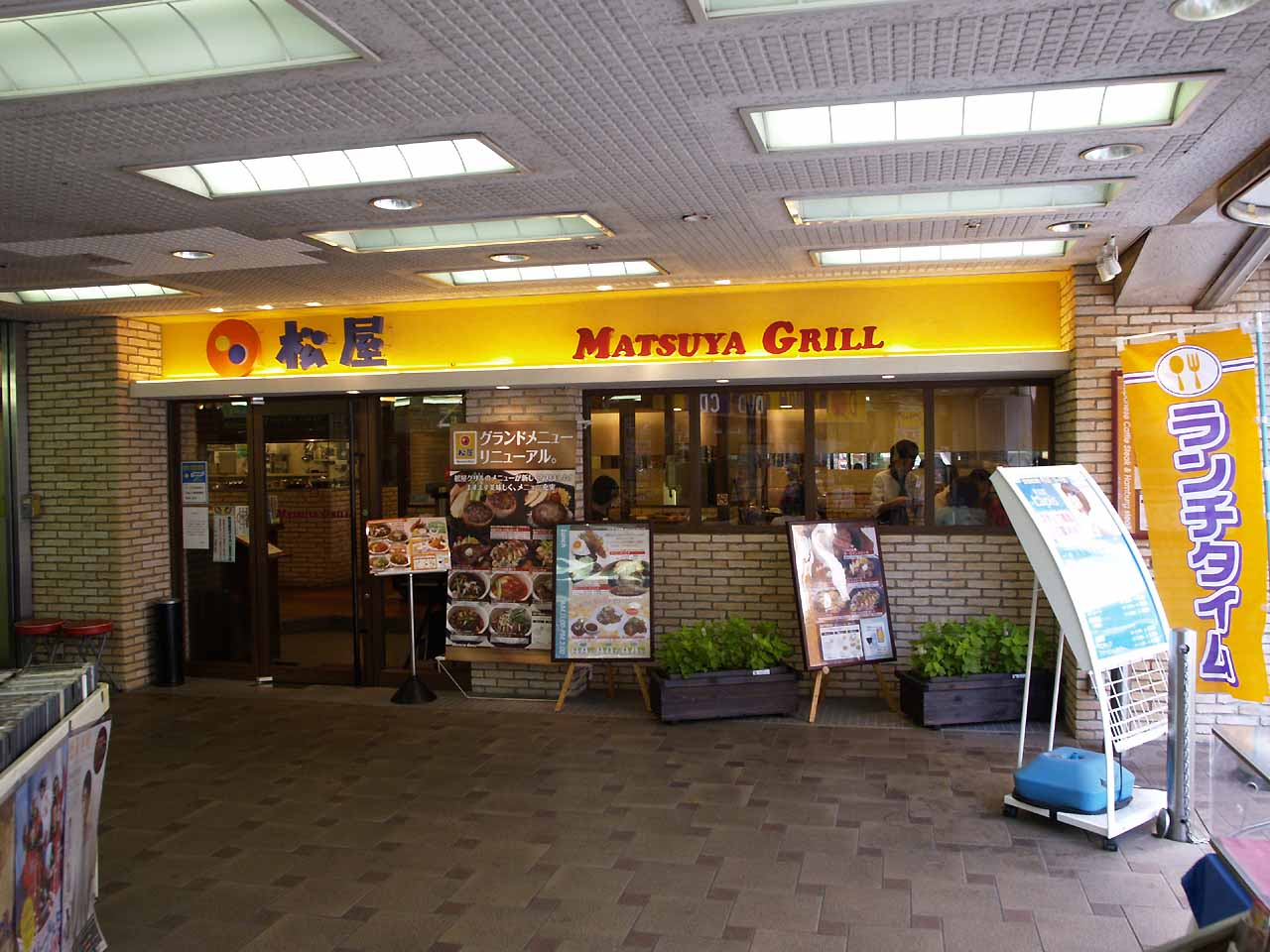
松屋グリル西台店（東京都板橋区・閉店）

### とんかつ事業
- 松乃家（まつのや）・松のや - 2005年7月に「黒豚とんかつ&和定食の店 松乃家」として東京都新宿区（新宿大ガード）に1号店を開店[注釈 14][注釈 15]。松屋またはマイカリー食堂との併設業態として、新規出店や既存店の改装リニューアルによって店舗数を増やしている。2016年に100店舗を達成したのを機に、本格的な海外展開に向けて「『松乃家』だと漢字ばかりのため中華料理店に間違えられやすい」との理由で屋号を「松のや」に変更[133][134]。順次、松乃家名義の店舗が松のやへ変更されていった。2023年3月に300店舗[39]、2025年4月に500店舗を達成した[135]。

### カレー事業
- マイカリー食堂 - 2013年9月、東京都渋谷区に1号店を開店[52]（現存せず）。2020年頃から松屋または松のやとの併設業態として、新規出店や既存店の改装リニューアルによって店舗数を増やしている。2021年12月に100店舗を達成した[136]。

### 寿司事業
- すし松 - 回転寿司。2006年3月、株式会社コバヤシフーズインターナショナルより営業譲受[36]。
- 福松 - 鮨割烹。2006年3月、株式会社コバヤシフーズインターナショナルより営業譲受[36]。

### ラーメン事業
- 松軒中華食堂 - 2017年8月22日、千歳烏山駅北口（東京都世田谷区）に1号店を開店[54]。ラーメンのほか、中華料理の定食メニューも提供する。
- 松太郎 - 2025年7月30日、東京都新宿区に1号店を開店[67]。醤油ラーメンと塩ラーメンを中心に提供する。

### その他の事業
- カフェ テラス ヴェルト - カフェ。2009年2月、三鷹駅北口（東京都武蔵野市）に開店[47]。
- ステーキ屋松 - ステーキ。2019年3月、三鷹駅北口（東京都武蔵野市）に1号店を開店[36]。
- 松弁KITCHEN - 弁当・惣菜販売。2021年9月、糀谷駅北口（東京都大田区）に1号店を開店[58]。松屋との併設業態を取っている。
- 麦のトリコ - パスタ。2024年1月31日、神奈川県川崎市に1号店を開店[62]。
- ステーキ定食&丼松牛（まつうし） - ステーキ。2024年2月19日、神奈川県横浜市港南区上大岡に1号店を開店[63]。ステーキ屋松よりも定食と丼物を中心に提供する。
- トゥックン² - 韓国料理（石焼ビビンバ、スンドゥブなど）。2024年8月13日、東京都羽村市に1号店を開店[66]。

### 撤退した事業
- カルチェ - 洋食レストラン。1980年7月、千葉県船橋市に開店[96]。閉店時期不明。
- 田無柳麺 - ラーメン（業務委託）。1984年6月、東京都田無市（現・西東京市）に開店[38]。2010年にセロリの花に転換、2018年10月に松軒中華食堂に転換したが、2023年4月11日に閉店[137]。同年4月26日に松のやに転換した[138]。
- 博多ラーメン きんしゃい[要出典] - 博多ラーメン（具は取り放題）、長崎ちゃんぽん、餃子、茶めしなど。1985年頃開店。東京都武蔵野市吉祥寺と東京都杉並区西荻窪に店舗があった。閉店時期不明。
- 地蔵ラーメン - ラーメン[139]。1995年12月、東京都杉並区高円寺に1号店を開店[96]。千葉県市川市本八幡などにも店舗があった。本八幡店は2007年3月閉店。
- チキン亭 - 松のやの前身となった[39]、チキンカツ、から揚げ、カレーの専門チェーン。2001年4月16日、東京都杉並区高円寺に1号店を開店[39][40]。末期は西新宿店（東京都新宿区）のみが存在し、松のやとほぼ同じメニューを提供していた。西新宿店も2020年1月30日に閉店し、松のやに転換した。
- MATSUYA - 松屋のメニューに加えドリンクやデザートを充実させた、喫茶店形式の実験店。2001年5月3日、東京都豊島区池袋に開店[140]。後に通常の松屋（松屋池袋東口駅前店）に転換したが、2016年6月23日に閉店した。
- 青島餃子（ちんたおぎょうざ）[44] - ラーメン、餃子など。2004年6月16日、東京都国分寺市に開店。2007年4月15日閉店。
- 甍亭（かわらてい） - 焼肉[139]。開店・閉店時期不明[注釈 16]。東京都杉並区高円寺に店舗があった。
- REPINO（レピーノ） - トラットリア（イタリアンレストラン）[43]。2005年5月27日、東京都杉並区高円寺に開店[44]。2006年7月閉店。
- すし丸・焼津丸・吉ェ門 - 寿司。2006年3月にすし松・福松と同様に株式会社コバヤシフーズインターナショナルより営業譲受された店舗[43]。2021年までに閉店、またはすし松に屋号変更。
- 松八（しょうはち） - とんかつ、カレー。2006年3月、東京都町田市に1号店を開店[43]。順次、松乃家へ転換され、2014年2月頃までに松八名義の店舗が消滅。
- 鉄菜（てっさい） - 鉄鍋ちゃんこめん、醤油ラーメン、餃子など[43]。2006年3月、埼玉県川口市に開店。閉店時期不明。
- 松屋グリル - 松屋のメニューに加えステーキやハンバーグなど洋食メニューを組み合わせ、ドリンクバーも設置した実験店。2006年7月、西台駅東口（東京都板橋区）に開店[143]。2010年1月31日閉店。
- 和定食の店「松乃家」 - 和食。2008年8月、東京都港区赤坂に開店[144]。とんかつ事業の松乃家と同じ屋号だが、とんかつ以外にも手作りの和食を中心に提供していた。2012年3月に松屋赤坂6丁目店に転換したが、2020年2月に閉店した。
- 麺Dining セロリの花 - ラーメン。2010年4月、東京都武蔵野市吉祥寺に1号店を開店[145]。トマトスープ麺を主力としていた。吉祥寺店は2018年11月にトマトの花に転換（2019年9月13日に閉店し、ステーキ屋松に転換）。他の店舗もトマトの花・松軒中華食堂に転換した。
- 学生食堂運営 - 2012年4月に開設した武蔵野大学有明キャンパス（東京都江東区）にて、松屋武蔵野大学有明CP店としてフードコート形式の学生食堂を運営していた[146]。2022年3月に食堂のリニューアルにより運営終了[147][148]。早稲田大学所沢キャンパス（埼玉県所沢市、2003年頃開店、2017年1月31日閉店[149]）、関西学院大学（兵庫県西宮市、開店時期不明、2023年3月31日閉店）の学生食堂にも出店していた。
- ヽ松（てんまつ） - 天ぷら。2016年9月、神奈川県横浜市に開店[150]。東京都立川市、東京都清瀬市にも店舗があった。立川店は2019年4月7日閉店[151]。
- トマトの花 - ラーメン。2017年4月、東京都西多摩郡のイオンモール日の出内に1号店を開店[152]。トマトスープ麺を主力としていた。イオンモール日の出店は2022年3月27日閉店。
- 松そば - そば。2019年11月、東京都清瀬市に開店（ヽ松からの転換）[153]。神奈川県横浜市にも店舗があった。清瀬店は2022年7月20日閉店。
- こめ松 - ライスバーガー。2021年4月、松屋三鷹店（東京都三鷹市）と松屋青葉台駅前店（神奈川県横浜市）の併設業態として1号店を開店[154]。いわゆるゴーストレストランの形態をとり、出前館経由での注文のみ利用できた。2022年9月販売終了。
- サプリメント販売 - 2022年4月より、公式オンラインショップと楽天市場でサプリメントを販売していた[155][156]。

## 店内放送
基本的には各店舗ごとに設定された有線放送を流しているが、1時間に2回ほど「松屋エンタメセレクション」として、新曲やアニメの主題歌などを放送。曲目は約半月ごとに変更される。ナレーションは園崎未恵が務める。
2022年2月からは、同じく園崎がナビゲーターを務める「美味しさ"まる見え"チャンネル」が開始された。松屋の期間限定商品・お薦め商品や、利用客から寄せられたメッセージ・リクエスト曲を紹介する。

## CM
2006年（平成18年）8月 - 9月に、TOKYO FMをはじめとするJFN系列各局にて同社のスポンサーによる時報CMが平日夜8時、夜10時、深夜0時、深夜2時の4回流されていた。これは、松屋未出店地域の系列局でも放送された。また、過去にはTBSラジオのプロ野球中継番組『エキサイトベースボール』や、フジテレビ系列のバラエティ番組『クイズ!ヘキサゴンII』、テレビ朝日系列の報道番組『報道ステーション SUNDAY』の番組スポンサーとなっていた。
2021年11月には、2011年以来10年ぶりとなるテレビCMを放映。俳優の松平健が自身のヒット曲である『マツケンサンバII』の替え歌「マツベンサンバ」に乗せて、スマホでオーダーして店舗で受け取る「松弁」をPRした。

## ブランドムービー・ソング
2024年（令和6年）6月、松屋フーズ創業58周年を記念して、頑張る人を応援するオリジナルブランドムービー「明日へ、がっつけ」を、特設サイト及び公式YouTubeにて公開。松屋の価値を「頑張る人を応援する最強のエネルギー源」と定義し、もっと身近な存在として感じてほしいという想いから、トレンドのアニメーションMVの形で、ブランドムービーを制作した。同年6月19日よりムービーに使用しているオリジナル楽曲『ガッツポーズ』の店内放送を開始。楽曲は、音楽グループ「ベリーグッドマン」が松屋フーズのために書き下ろした新曲。
2025年（令和7年）6月、松屋フーズ創業創業59周年を記念して、頑張る人を応援するオリジナルブランドソング『特別じゃない特別』を、特設サイト及び公式YouTubeにて公開。「頑張る人の毎日に寄り添う」をテーマに多くの客に松屋を知ってもらい、もっと身近な存在として感じてほしいという想いから、若い世代に話題のシンガーソングライター・心愛 -KOKONA-に楽曲制作を依頼した。同年6月19日より『特別じゃない特別』の店内放送を開始。

## 松屋が登場する作品
PlayStation 2のゲームソフト『龍が如く2』にて、ゲームの舞台である神室町に松屋（架空店舗、モデルは松屋新宿歌舞伎町店）が登場し、主人公が牛めし等任意のメニューを飲食することにより体力が回復する。なお『龍が如く3』『龍が如く4』『龍が如く5』『クロヒョウ 龍が如く新章』『龍が如く OF THE END』でも同様に登場する。『龍が如く4』では正式に松屋とのタイアップが組まれ、実在の松屋の店舗やWebサイトでレトルトカレー『松屋×龍が如くオリジナルカレー』が数量限定で販売された。前述の作品以外のシリーズ作では「赤牛丸」というオリジナルの牛丼店となっており、メニューの呼称も松屋では「牛めし」、赤牛丸では「牛丼」と区別されている。

## 不祥事
2004年（平成16年）9月12日、東京都足立区の北千住駅西口にある松屋北千住店の店長（当時26歳）が、日常的にクレームを付けていた会社員（当時36歳）を刺殺する事件が発生。元店長は警視庁に殺人罪で逮捕・起訴された後、東京地方裁判所により懲役10年の判決が言い渡され、刑が確定した。
利用客からの過度のクレームや理不尽な要求などのカスタマーハラスメントに対しては、2024年（令和6年）9月4日に従業員が心身ともに安心して働ける職場環境を守る事を目的として「カスタマーハラスメントに対する方針」を策定した。